# Bis-TOM
Bis-TOM – organiczny związek chemiczny, pochodna amfetaminy, analog DOM. Nie wywołuje działania psychodelicznego. Zsyntetyzowana po raz pierwszy została przez Alexandra Shulgina, opisana w PiHKAL z minimalnym dawkowaniem 160 mg oraz nieznanym czasem trwania efektów.